# 九澳隧道
九澳隧道是位於澳門路環的一條行車隧道，連接路環電廠圓形地及九澳堤壩馬路，呈西北-東南走向，長約500米，是澳門最長的行車隧道，設4線雙程車道，不另行收費。

## 歷史

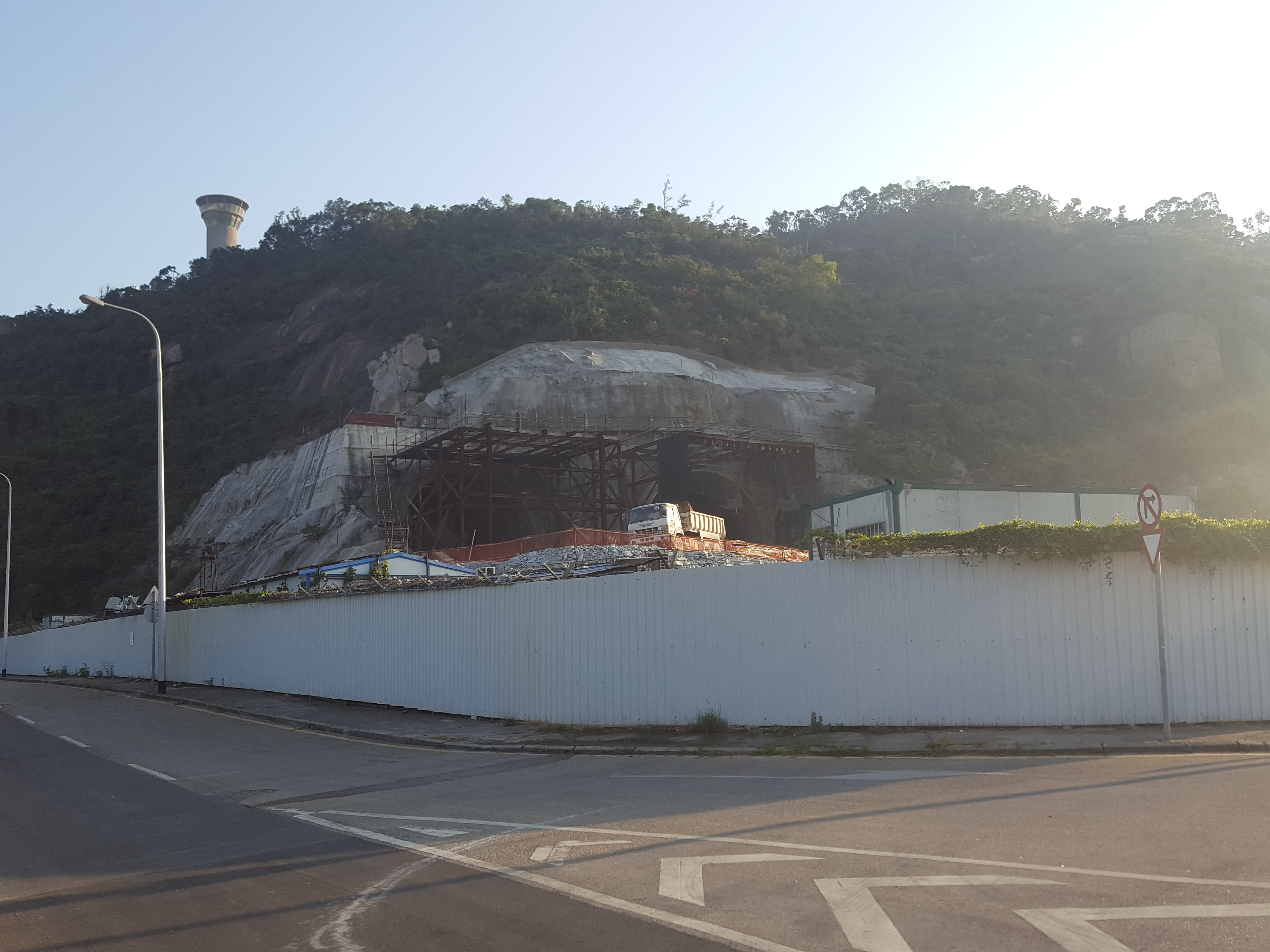
興建中隧道北面出口

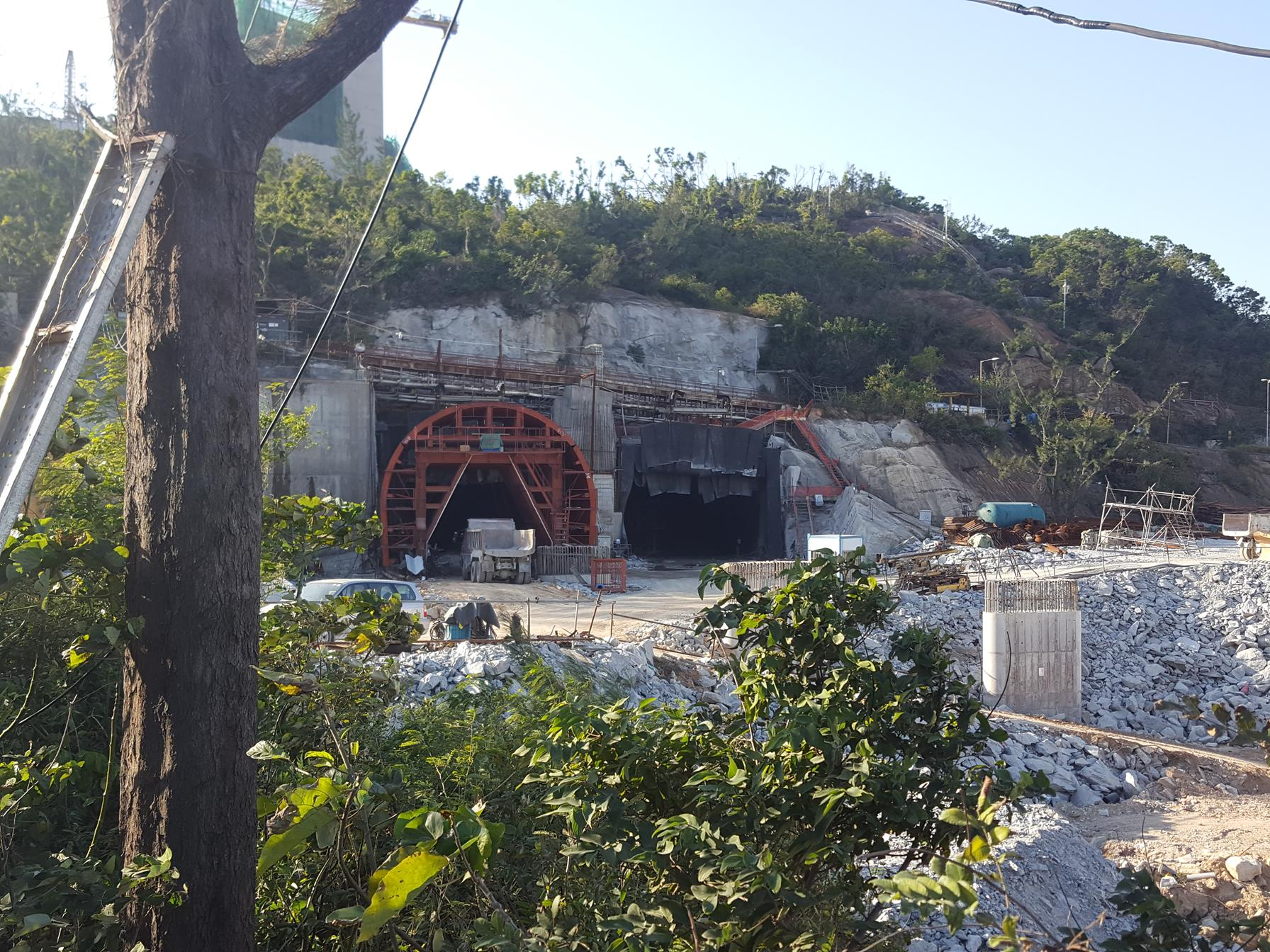
興建中的九澳隧道

整個路環九澳隧道項目工程分三階段進行，分別是隧道主體段、南戶外路段及北連接線。
由於九澳港設有貨櫃碼頭、油庫的設施，因此進出九澳的重型車輛數量非常龐大，但進入九澳只能取道只有兩線的九澳高頂馬路，道路壓力非常沉重。於是2009年6月12日，政府宣佈興建連接路氹城路環電廠圓形地以及九澳堤壩馬路的九澳隧道。藉此減少重型車輛行經九澳高頂馬路，也可以縮短車輛進入九澳路程，便利物流運輸及居民出行。
2012年項目第一階段的南戶外路段工程率先動工，工程包括興建總長約1.2公里道路，擴闊九澳聖母馬路，由兩線雙向行車改為四線雙向行車，及鋪設公共道路和下水道等，同時建造擋土牆及排水泵房，以及興建立體交叉高架行車天橋等，相關工程於2014年下半年完成。至於路氹城東方向的北連接線亦計劃於2014下半年公開招標。
2014年4月25日隧道主體段工程開標，承建商需要開挖500米隧道，興建引接路段及行車天橋等。由葛洲壩集團第二工程有限公司與珠光工程發展有限公司的聯營體投得，工程造價為二億五千四百萬元。
2015年1月，九澳隧道的隧道段工程正式動工，原預計2017年7月開通，惟工程受到2015年8月天津大爆炸影響，中國內地炸藥需要嚴格規管，九澳隧道工程所需的炸藥運至拱北口岸及橫琴口岸時均未能符合危險物品通關條件，所有炸藥轉由海路才能進入澳門，當局並於北安碼頭附近填海地設3個臨時炸藥庫儲存。當局亦因應工程延誤而調整施工計劃，率先興建連接隧道路段及行車天橋。最新預計整個隧道工程最快2018年9月完工。
2018年2月，隧道左線管道的開挖工程完成，即由路環往路氹城方向的管道貫通，並展開管道襯砌及相關機電設備安裝工程。
2021年12月3日，運輸工務司司長羅立文出席立法會運輸工務領域2022年財政年度施政方針辯論引介九澳隧道工程已完工，將於短期內開通使用。
2021年12月10日，九澳隧道於當天上午10時30分開通。

## 附近街道
- 路環電廠圓形地
- 機場大馬路
- 九澳聖母馬路
- 九澳堤壩馬路

## 外部連結
- 九澳挖隧道 生態大災難（页面存档备份，存于）